# Bwiyuku
Bwiyuku ou Gbiuku ou Tolé est une localité du Cameroun, située dans l'arrondissement de Buéa, le département du Fako et la région du Sud-Ouest.

## Géographie
Le village est situé sur la route provinciale P32 (Tea Road) à 6 km au sud du chef-lieu d'arrondissement Buéa et à 17 km au nord de Limbé.

## Population
En 1953, Bwiyuku avait 66 habitants. En 1968, Bwiyuku comptait 692 habitants, principalement des Bakweri. Lors du recensement de 2005, on a dénombré 4727 personnes.

## Économie
Les habitations sont localisées au sud de la plantation de thé de moyenne altitude de Tolé, fondée en 1928, elle est depuis 2002, une des 4 plantations de la Cameroon Tea Estates. En 1972, la plantation s'étend sur 322 ha pour 745 travailleurs permanents.